# Julian Tennstedt
Julian Tennstedt (* 5. April 1992 in Berlin) ist ein deutscher Synchronsprecher, Hörspiel- und Hörbuchsprecher.

## Werdegang
Julian Tennstedt ist der Sohn des Synchronsprechers Joachim Tennstedt, der ihn unterrichtete. Er begann 2009 mit kleineren Synchron-Einsätzen. Nach dem Abi 2011 begann er ein Psychologiestudium und bekam ab 2016 größere Synchronrollen.
Er ist beispielsweise in Blair Witch als James (James Allen McCune), in The Amazing Spider-Man als Flash (Chris Zylka) und in The Protector als Hakan Demir (Çağatay Ulusoy) zu hören. Daneben spricht er in einigen Hörspielreihen mit – unter anderem bei Sherlock Holmes und Gruselkabinett von Titania Medien – und ist als Werbesprecher beschäftigt.

## Sprechrollen (Auswahl)

### Filme
- Christian Delgrosso (als Aaron) in Willy’s Wonderland (2021)
- Alan Trong (als Lt. Tran) in The Tomorrow War (2021)
- Vadhir Derbez (als Pater Daniel) in The Seventh Day – Gott steh uns bei (2021)
- Michael MacKenzie (als Couchs Assistent) in Der Mauretanier (2021)
- Darrell Britt-Gibson (als Martin) in Fear Street – Teil 1: 1994 (2021)
- Darrell Britt-Gibson (als Martin) in Fear Street – Teil 3: 1666 (2021)
- Herbert Nordrum (als Eivind) in Der schlimmste Mensch der Welt (2021)
- Caleb McLaughlin (als Nate Jackson) in The Deliverance (2024)
- 2023: Xolo Maridueña (als Jaime Reyes / Blue Beetle) in Blue Beetle
- 2024: Paul Mescal (als Lucius Verus Aurelius / 'Hanno') in Gladiator II
- 2024: Arthur Conti (als Jeremy Frazier) in Beetlejuice Beetlejuice
- 2024: Anthony Welsh (als Don Taylor) in Bob Marley: One Love

### Serien
- Xolo Maridueña (als Miguel Diaz) in Cobra Kai (2018–2025) in 65 Episoden
- Yasuaki Takumi (als Sancho) in Fire Force (Seit 2019) in 1 Episode
- Mitsuhiro Ichiki (als Ale) in Vinland Saga (Seit 2019) in 5 Episoden
- Yoshiki Nakajima (Cislo) in The Promised Neverland (2019/2021) in 5 Episoden
- Kit Clarke (als Logan) in Rache ist süß (2020) in 10 Episoden
- Chase Stokes (als John B) in Outer Banks (2020–) in 20 Episoden
- Said Boumazoughe (als Asim) in Missing Lisa (2020) in 7 Episoden
- Björn Mosten (als Max Järvi) in Liebe und Anarchie (2020–) in 8 Episoden
- Ross Marquand (als Rudy) in Invincible (2021–)
- Angelo Spagnoletti (als Daniel Mottola) in Generation 56k (2021)
- Danny Ramirez (als Joaquin Torres) in The Falcon and the Winter Soldier (2021) in 5 Episoden
- Gen Satou (als Chrome) in Dr. Stone: Stone Wars (2021)
- Jordan Fisher (als Bart Allen/Impulse) in The Flash (2021–2022)
- Kaito Ishikawa (als 'Jin 'Jiji' Enjouji') in Dandadan (2024-) [1. Synchro (Netflix)]

## Hörbücher (Auswahl)
- 2022:  Emma Scott: Someday, Someday, LYX.audio (Lübbe Audio), ISBN 978-3-96635-188-1 (Hörbuch-Download, gemeinsam mit Tim Schwarzmaier)
- 2022: Lena Kiefer: Westwell - Heavy & Light (Westwell 1, gemeinsam mit Tanya Kahana), Lübbe Audio, ISBN 978-3-96635-252-9 (Hörbuch-Download)
- 2023: Lena Kiefer: Westwell - Hot & Cold (Westwell 3, gemeinsam mit Tanya Kahana), Lübbe Audio, ISBN 978-3-96635-252-9 (Hörbuch-Download)
- 2024: Alexandra Flint: What We Fear (Lakestone Campus 1, gemeinsam mit Lydia Herms), Hörbuch Hamburg, ISBN 978-3-8449-3834-0 (Hörbuch-Download)
- 2025: Leonie Lastella: Your Eyes on Me – Based on Alexa's True Story, Der Audio Verlag & BookBeat, ISBN 9783742434647 (mit Rebecca Veil)
- 2025: Lisa F. Olsen: And I liked it - Caspar, BoD audio & Audible (Hörbuch, Tannstein-Reihe Band 2)

## Hörspiele (Auswahl)
- 2014–2024: Gruselkabinett (Titania Medien), Folge 90, 114, 115, 116, 118, 119, 190.[3]
- 2014–2024: Sherlock Holmes (Titania Medien), Folge 15, 26, 27, 63 (als Montgomery Holmes)[4]